# Mohamed Pasha Jaff
 (avril 2018).
Si vous disposez d'ouvrages ou d'articles de référence ou si vous connaissez des sites web de qualité traitant du thème abordé ici, merci de compléter l'article en donnant les références utiles à sa vérifiabilité et en les liant à la section « Notes et références ».
Pour les articles homonymes, voir Jaff.
Mohamed Pacha Jaff, est né en 1714 et était considéré comme le chef suprême de la tribu kurde Jaff. Le château de Sherwana a été construit par lui. Le dialecte jaff (appelé Jaffi) fait partie du sorani, une branche sud-sud-est de la famille des langues kurdes. La région habitée par cette tribu s'étend au sud-ouest de Sanandaj jusqu'à Javanroud, ainsi que les zones autour de la ville de Sulaimaniyah, dans le sud du Kurdistan.

## Histoire
Mohamed Pacha Jaff a reçu le noble titre de Pacha de l'Empire ottoman.
À 20 ans, il s'installe au château de Sherwana, dans la région de Kalar, au Kurdistan irakien. Sa détermination à protéger la tribu Jaff a conduit à plusieurs affrontements entre lui contre les Qajars et les Ottomans. La tribu Jaff existe encore aujourd'hui et compte trois millions de personnes. Homme de fortes convictions et d'un grand amour pour la connaissance, il envoya diverses explorations en Amérique.